# Fridolin de Säckingen
Fridolin de Säckingen est un moine et missionnaire chrétien, surnommé l'« Apôtre de l'Alémanie ». Né en Irlande, abbé de Saint-Hilaire à Poitiers, il se rend à Säckingen sur le Rhin près de Bâle, où il fonde une église et un monastère. Il est le saint patron du canton suisse de Glaris dont le blason le représente en pèlerin. Mort vers 538, il est fêté le 6 mars.

## Légende
La légende veut que Saint Fridolin ait été un évangélisateur irlandais du début du VIe siècle qui convertit le canton de Glaris au christianisme. Dans les représentations ecclésiastiques, il est accompagné d’un squelette. La légende dit que Fridolin ayant reçu en cadeau une grande partie du canton de Glaris de la part du riche Ursus, qui était décédé, son frère Landolf refusa de voir son héritage être ainsi cédé. Lors du procès, Ursus apparut à son frère Landolf, qui fut si bien épouvanté et honteux qu’il offrit sa part du canton de Glaris à Fridolin. De cette façon, le canton devint propriété du couvent de Säckingen en Allemagne et Fridolin le saint patron protecteur des captations d'héritage.

## Galerie

Armoiries du canton de Glaris.
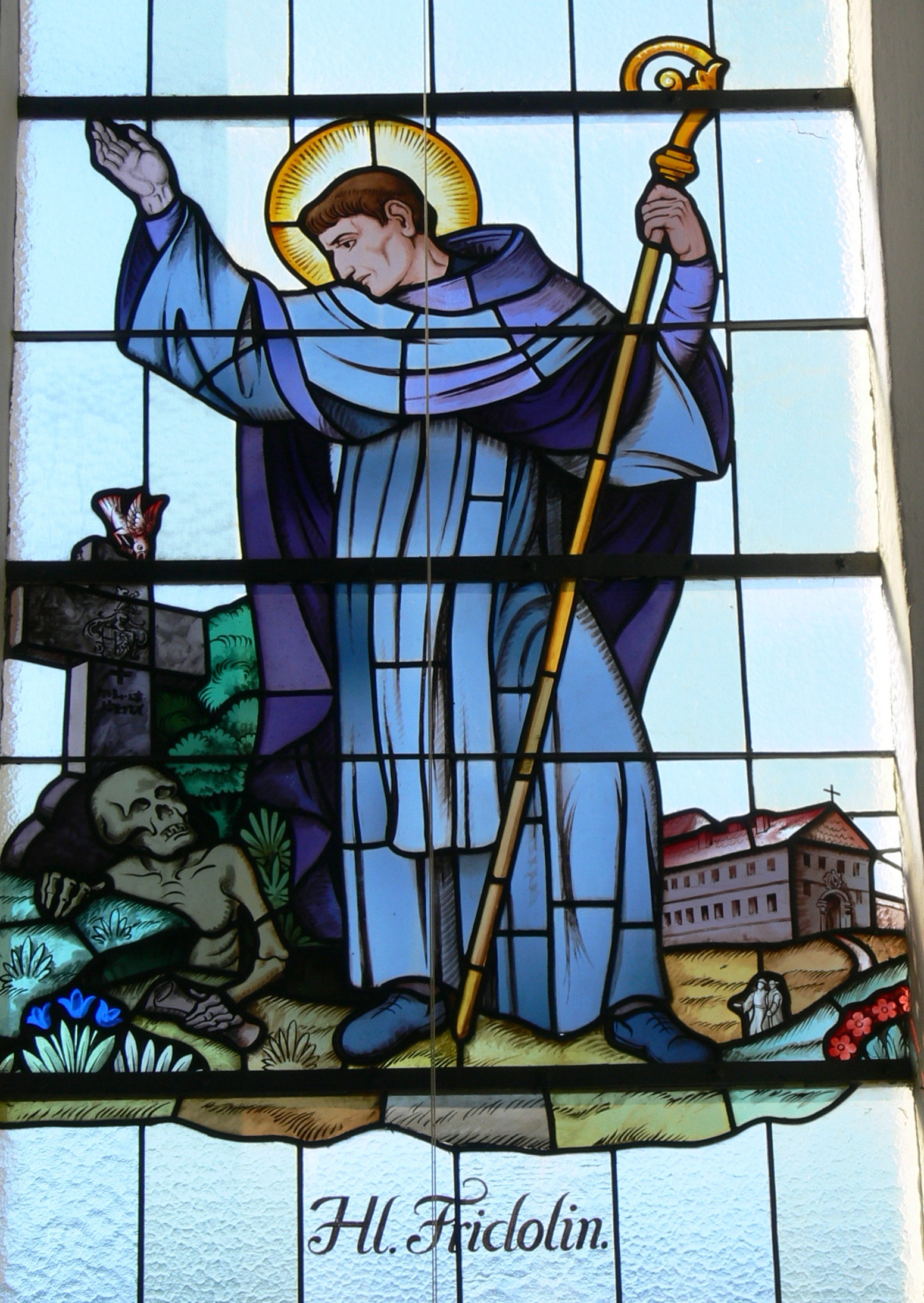
Vitrail à Andelsbuch.